# Hebardina yayeyamana
Hebardina yayeyamana är en kackerlacksart som beskrevs av Asahina 1985. Hebardina yayeyamana ingår i släktet Hebardina och familjen storkackerlackor. Inga underarter finns listade i Catalogue of Life.